# PubMed
PubMed is een via het internet vrij (gratis) toegankelijke zoekmachine die de MEDLINE-databank met referenties naar medisch wetenschappelijke artikelen evenals de database met boeken van de NCBI doorzoekt. Vrijwel alle medisch belangrijke publicaties van de laatste tientallen jaren zijn daarin te vinden, over het algemeen met minimaal een samenvatting van het artikel, soms met een link naar het complete artikel. Juist gebruik van een zoekstrategie vergt enige training; er zijn ook interfaces (bijvoorbeeld Entrez PubMed) die de gebruiker wat meer proberen te helpen.
Alle referenties in PubMed hebben een uniek nummer, de PubMed identifier, afgekort met PMID. Dit nummer staat soms bij wetenschappelijke literatuurverwijzingen vermeld, omdat door dit nummer in te voeren in het PubMed zoekscherm de betreffende referentie zeer snel terug te vinden is.